# Premio Robert J. Trumpler
Il premio Robert J. Trumpler (in inglese Robert J. Trumpler Award) è uno dei premi assegnati dalla Società astronomica del Pacifico inerenti ai servizi resi all'astronomia o all'insegnamento di questa scienza.
Il premio è stato istituito nel 1973 ed è consegnato annualmente, sempre che il comitato di assegnazione consideri meritevole almeno uno dei candidati proposti, e premia il candidato la cui tesi di dottorato, discussa in Nord America, è stata giudicata la più significativa per l'astronomia tra quelle dei candidati proposti. Nel 2020 il premio non venne assegnato a causa dell'emergenza COVID rimanendo sospeso ed assegnato postumo annunciadolo congiuntamente a quello del 2021.
Il premio è stato così chiamato in onore dell'eminente astronomo svizzero naturalizzato statunitense, Robert Julius Trumpler (1886–1956).

## Albo dei vincitori
Segue l'albo dei vincitori:
- 1974 David Schramm, Università del Texas ad Austin
- 1975 J. Richard Gott, Università di Princeton
- 1976 Robert Hanson, Università della California, Santa Cruz
- 1977 John Black, Università di Harvard
- 1978 Typhoon Lee, Università del Texas ad Austin
- 1979 Gary Schmidt, Università dell'Arizona
- 1980 Luis Rodriguez, Università di Harvard, e James Liebert, Università della California - Berkeley
- 1981 Richard Kron, Università della California - Berkeley
- 1982 Bruce Twarog, Università Yale
- 1983 Donald Winget, Università di Rochester, e Nicholas B. Suntzeff, Università della California, Santa Cruz
- 1984 Deidre Hunter, Università dell'Illinois - Urbana-Champaign
- 1985 Paul Hertz, Università di Harvard
- 1986 John Hill, Università dell'Arizona
- 1987 Stephen Schneider, Università del Massachusetts ad Amherst
- 1988 Jill Bechtold, Università dell'Arizona
- 1989 Donald Terndrup, Università della California, Santa Cruz
- 1990 Charles Bailyn, Università di Harvard
- 1991 Fred Adams, Università della California - Berkeley
- 1992 Qingde Wang, Università Columbia
- 1993 Megan Donahue, Università del Colorado a Boulder
- 1994 Joe Shields, Università della California - Berkeley
- 1995 Julie Thorburn, Università di Chicago
- 1996 Wayne Hu, Università della California - Berkeley
- 1997 John Hibbard, Università Columbia
- 1998 Luis Ho, Università della California - Berkeley
- 1999 Adam Riess, Università di Harvard
- 2000 Scott Burles, Università della California, San Diego
- 2001 Michael A. Pahre, California Institute of Technology
- 2002 Volker Bromm, Università Yale
- 2003 Daniel E. Reichart, Università di Chicago
- 2004 David Charbonneau, Università di Harvard
- 2005 Jennifer Scott e Siming Liu, Università dell'Arizona
- 2006 Steven Furlanetto, Università di Harvard
- 2007 Edo Berger, California Institute of Technology
- 2008 Anjum Mukadam, Università del Washington
- 2009 Kevin Bundy, California Institute of Technology
- 2010 Robert Quimby, Università del Texas ad Austin
- 2011 Philip Hopkins, Università di Harvard
- 2012 Charles Conroy, Università di Princeton e Emily Levesque, Università delle Hawaii
- 2013 Gurtina Besla, Università di Harvard
- 2014 Brendan Bowler, California Institute of Technology
- 2015 H. Jabran Zahid, Università delle Hawaii
- 2016 Rachael L. Beaton, Università della Virginia
- 2017 Blakesley Burkhart, Università del Wisconsin-Madison
- 2018 Benjamin J. Fulton, Università delle Hawaii
- 2019 Katheryn Decker French, Università dell'Arizona
- 2020 Gudmundur Kari Stefansson, Pennsylvania State University
- 2021 Jane Huang, Università di Harvard
- 2022 Ariadna Murguia-Berthier, Università della California - Santa Cruz
- 2023 Deborah Lokhorst, Università di Toronto